# فهرست قنات‌های شهرستان بندرعباس
جدول زیر بر اساس آمار وزارت جهاد کشاورزی تهیه شده‌است. فهرست زیر قنات‌های شهرستان بندرعباس در استان هرمزگان را نشان می‌دهد.
| نام قنات                | موقعیت                     | نزدیک‌ترین روستا              | طول قنات (متر) | تعداد میله چاه | عمق مادر چاه | دبی (لیتر بر ثانیه) | سطح زیر کشت (هکتار) |
| ----------------------- | -------------------------- | ---------------------------- | -------------- | -------------- | ------------ | ------------------- | ------------------- |
| ابکهور، شمیل پایین      | بخش مرکزی شهرستان بندرعباس | روستا نامعلوم                | ۱۵۰            | ۰              | ۰            | ۱۵                  | ۳                   |
| اردان                   | بخش فین شهرستان بندرعباس   | روستا نامعلوم                | ۲۵۰            | ۰              | ۰            | ۴                   | ۷                   |
| اسلام‌آباد - سیاهو گووه  | بخش فین شهرستان بندرعباس   | روستا نامعلوم                | ۶۵۰            | ۰              | ۰            | ۱۰                  | ۶                   |
| بالای زیادت             | بخش فین شهرستان بندرعباس   | روستا نامعلوم                | ۲۲۰            | ۰              | ۰            | ۳                   | ۱۶                  |
| تربوئیه                 | بخش فین شهرستان بندرعباس   | روستا نامعلوم                | ۲۳۵            | ۰              | ۰            | ۱۰                  | ۲۴                  |
| تریکستان                | بخش فین شهرستان بندرعباس   | روستا نامعلوم                | ۴۰۰            | ۰              | ۰            | ۰                   | ۰                   |
| حسین‌آباد رضوان          | بخش فین شهرستان بندرعباس   | روستا نامعلوم                | ۵۰۰            | ۰              | ۰            | ۱۵                  | ۱۱۰                 |
| خونی، گهره              | بخش فین شهرستان بندرعباس   | روستا نامعلوم                | ۶۰۰            | ۰              | ۰            | ۰                   | ۲۰                  |
| دمیلو،کهن بالا          | بخش فین شهرستان بندرعباس   | روستا نامعلوم                | ۶۰۰            | ۰              | ۰            | ۵                   | ۳                   |
| دهنو                    | بخش فین شهرستان بندرعباس   | روستا نامعلوم                | ۱۰۵۰           | ۰              | ۰            | ۱۰                  | ۲۰                  |
| رفیع الدینی             | بخش فین شهرستان بندرعباس   | روستا نامعلوم                | ۱۲۰            | ۰              | ۰            | ۴۰                  | ۳۲۰                 |
| زیادت، گهره             | بخش فین شهرستان بندرعباس   | روستا نامعلوم                | ۴۳۰            | ۰              | ۰            | ۲۰                  | ۳۰                  |
| سرشهر، گهره             | بخش فین شهرستان بندرعباس   | روستا نامعلوم                | ۸۰۰            | ۰              | ۰            | ۱۵                  | ۲۰                  |
| سرگوارکهن بالا          | بخش فین شهرستان بندرعباس   | روستا نامعلوم                | ۷۵۰            | ۰              | ۰            | ۵                   | ۱۰                  |
| سلسبیل، رضوان           | بخش فین شهرستان بندرعباس   | روستا نامعلوم                | ۳۵۰            | ۰              | ۰            | ۰                   | ۱۰                  |
| سنگناس، شمیل پایین      | بخش مرکزی شهرستان بندرعباس | روستا نامعلوم                | ۹۰             | ۰              | ۰            | ۱۵                  | ۲۰                  |
| شورابی، گهره            | بخش فین شهرستان بندرعباس   | روستا نامعلوم                | ۸۰۰            | ۰              | ۰            | ۱۰                  | ۲۰                  |
| شیاری                   | بخش فین شهرستان بندرعباس   | روستا نامعلوم                | ۴۵۰            | ۰              | ۰            | ۰                   | ۰                   |
| علی‌آباد سیاهو           | بخش فین شهرستان بندرعباس   | روستا نامعلوم                | ۲۰۰۰           | ۰              | ۰            | ۲۵                  | ۱۰                  |
| علی‌آباد کهتک            | بخش فین شهرستان بندرعباس   | روستا نامعلوم                | ۸۰۰            | ۰              | ۰            | ۱۵                  | ۲۵                  |
| علی‌آباد کهن بالا        | بخش فین شهرستان بندرعباس   | روستا نامعلوم                | ۶۸۰            | ۰              | ۰            | ۴                   | ۱۸                  |
| علی‌آباد گهره            | بخش فین شهرستان بندرعباس   | روستا نامعلوم                | ۶۰۰            | ۰              | ۰            | ۰                   | ۱۵                  |
| غازیان هاشم، پشته اپسین | بخش مرکزی شهرستان بندرعباس | روستا نامعلوم                | ۲۰۰۰           | ۰              | ۰            | ۴                   | ۶۰                  |
| فاریاب کوچی ایسین       | بخش مرکزی شهرستان بندرعباس | روستا نامعلوم                | ۲۵۰۰           | ۰              | ۰            | ۵                   | ۰                   |
| فاریاب گهره             | بخش فین شهرستان بندرعباس   | روستا نامعلوم                | ۵۰۰            | ۰              | ۰            | ۰                   | ۱۰                  |
| قطب‌آباد                 | بخش فین شهرستان بندرعباس   | روستا نامعلوم                | ۱۴۰۰           | ۰              | ۰            | ۱۵                  | ۴                   |
| محمدآباد شورای گهره     | بخش فین شهرستان بندرعباس   | روستا نامعلوم                | ۶۵۰            | ۰              | ۰            | ۰                   | ۱۹                  |
| منصوری، نیان شمیل       | بخش مرکزی شهرستان بندرعباس | روستا نامعلوم                | ۳۰             | ۰              | ۰            | ۱۵                  | ۱۵                  |
| منگوئیه                 | بخش فین شهرستان بندرعباس   | روستا نامعلوم                | ۲۵۰            | ۰              | ۰            | ۵                   | ۱۰                  |
| همت‌آباد ، مع سیاهو      | بخش فین شهرستان بندرعباس   | روستا نامعلوم                | ۸۰۰            | ۰              | ۰            | ۲۵                  | ۴۵                  |
| هومودر، ایسین           | بخش مرکزی شهرستان بندرعباس | روستا نامعلوم                | ۱۵۰۰           | ۰              | ۰            | ۸                   | ۳۰                  |
| چاه ولو- باغستان        | بخش فین شهرستان بندرعباس   | روستا نامعلوم                | ۰              | ۰              | ۵۷۰          | ۰                   | ۰                   |
| چاهان دشت               | بخش فین شهرستان بندرعباس   | روستا نامعلوم                | ۵۵۰            | ۰              | ۰            | ۰                   | ۱۵                  |
| کاوی، کهره بالا         | بخش فین شهرستان بندرعباس   | روستا نامعلوم                | ۴۰۰            | ۰              | ۰            | ۰                   | ۱۰                  |
| کلوس زاکین، سیاهو       | بخش فین شهرستان بندرعباس   | روستا نامعلوم                | ۱۸۰۰           | ۰              | ۰            | ۱۰                  | ۳۰                  |
| یتزج-کهتک               | بخش فین شهرستان بندرعباس   | روستا نامعلوم                | ۱۵۰۰           | ۰              | ۰            | ۴۰                  | ۲۰                  |
| \| فارغانات (فارغان) \| | حاجی آباد                  | حسین آباد                    | 400            | .              | .            | .                   | 10                  |
| فارغانات (فارغان)       | حاجی آباد                  | نساء - حسین آباد- گوشنوئیه - | 500متر         |                |              |                     | 12                  |
| فارغانات (مزرعه)        | حاجی آباد                  | مزرعه دهمیر                  | 1500           | .              | .            | .                   | 40                  |
| فارغانات (فارغان)       |                            |                              |                |                |              |                     |                     |